# Polizeiruf 110: Mit anderen Augen
Mit anderen Augen ist ein Fernsehfilm aus der Krimireihe Polizeiruf 110. Der für den Bayerischen Rundfunk (BR) produzierte Film wurde am 22. Oktober 2006 erstmals gesendet. Kriminalhauptkommissarin Jo Obermaier (Michaela May) und Kriminalhauptkommissar Jürgen Tauber (Edgar Selge) ermitteln in ihrem 12. gemeinsamen Fall, bei dem sie es mit einem kaltblütigen Serienmörder zu tun bekommen.

## Handlung
Eine Serie von bestialischen Morden erschüttert die Polizei. Tauber ist sich sicher, dass sie den Ritualtäter bald stellen werden, der sich stets kranke und schwache Frauen auswählt. Er sucht sie in ihren Wohnungen auf, betäubt sie und schlachtet sie regelrecht dahin. Da dem Polizeichef die Aufklärung zu lange dauert, stellt er Obermaier und Tauber den Fallanalytiker Heinrich Zermahlen zur Seite. Tauber ist darüber nicht begeistert und sieht seine Arbeit in Frage gestellt. Zudem macht der Experte einen sehr seltsamen und kauzigen Eindruck auf die beiden Kommissare.
Eine erste Spur führt in den Singleclub „Romantica“, wo das letzte Opfer, Julia Heinz, nachweislich Stammgast war, die anderen beiden Opfer allerdings nicht. Kurz nachdem Tauber sich in dem Lokal umhört und sich mit Rosemarie über Julia unterhält, wird diese in ihrem Wagen umgebracht. Tauber ist entsetzt und vertraut Jo an, dass er die Frau am Vortag kennengelernt hat. Dieser Mord weicht zudem von den anderen ab, da Rosemarie nicht in ihrer Wohnung umgebracht wurde und auch keinen körperlichen Makel hatte, wie die bisherigen Opfer. Auch für Zermahlen ist dies merkwürdig, und er fragt Obermaier nach einem Mordfall aus der Vergangenheit, der ebenfalls nicht mit den letzten Morden in Zusammenhang zu stehen scheint. Dabei interessiert ihn der Tod eines siebenjährigen Jungen, der vor einigen Wochen von einem Baum gestürzt ist. Er lässt sich den Tatort zeigen und scheint sich in das Geschehene der Vergangenheit einzufühlen zu können. Dabei sieht er, dass der Junge einen ersten Mord an einer Obdachlosen beobachtet hat, die allerdings der Polizei noch gar nicht als Opfer gemeldet wurde. Daraufhin wird verstärkt gesucht und mit Hilfe Heinrich Zermahlens seherischen Fähigkeiten wird tatsächlich das halbverweste Opfer gefunden. Während Obermaier von der besonderen Gabe des Profilers überzeugt ist und ihn sogar zu sich zum Essen einlädt, bleibt Tauber skeptisch. Für ihn weiß er einfach zu viel. So nutzt er die Gelegenheit, als Zermahlen bei seiner Kollegin zum Abendessen ist und sieht sich heimlich in dessen Kleinbus um. Dabei entdeckt er eine seltsame Sammlung von Messern. Einen DNA-Analyse, die er in Auftrag gibt, wird allerdings von Zermahlen bemerkt und so sucht dieser das Gespräch mit Tauber. Dabei erzählt er ihm, dass sein Vater sowohl dessen Mutter als auch Schwester erschossen hatte. Nachdem er auch auf ihn geschossen hatte und er daraufhin vier Jahre lang im Koma gelegen war, bekam er diese übersinnliche Begabung, die er jetzt der Polizei zur Verfügung stellt.
Schon am nächsten Tag wird Lotte tot aufgefunden, die Tauber bei seinen Recherchen im Romantica getroffen hatte. Sofort verdächtigt er Fridolin Deller, den er mit Lotte hat tanzen sehen und den er später in der U-Bahn angesprochen hatte. Jedoch gibt es keine Beweise für dessen Schuld und er kann nicht verhaftet werden. So wird er zwar observiert, entzieht sich dieser allerdings sofort. Tauber und Zerrmahlen vermuten, dass Deller sich das nächste Opfer in ihrem Umfeld suchen wird. Es könnte ihre Kollegin Obermaier sein, woraufhin sie sie nicht aus dem Auge lassen wollen. Jo Obermaier bekommt unerwartet einen anonymen Anruf, dass jemand ihre Tochter Christine in der Gewalt hätte. Umgehend fährt sie in das Kino, wo Christine oft arbeitet. Tauber und Zermahlen folgen ihr und können Deller stellen. Dieser flieht und sticht auf seiner Flucht Zermahlen nieder. Tauber verfolgt ihn weiter und erschießt ihn, bevor er das Kino verlassen kann. Zermahlen und Deller erliegen beide ihren Verletzungen.

## Kritik
Bei Tittelbach urteilt Tilmann P. Gangloff über diesen Krimi: „Der amerikanische Regisseur Buddy Giovinazzo […] setzt die Geschichte […] effektvoll um. Schon der Einstieg entwickelt einen Sog, der einen direkt in die Geschichte zieht. So packend die Figur des medial begabten wortkargen Profilers auch ist: Eingeschränkt wird der Reiz des Films durch eine vor allem anfangs mutwillig fahrige und ruckelnde Kamera von Roman Nowocien, die dramaturgisch nicht im Mindesten motiviert ist und auf Dauer sogar nervt.“